# Francesco Alberti (Geistlicher)

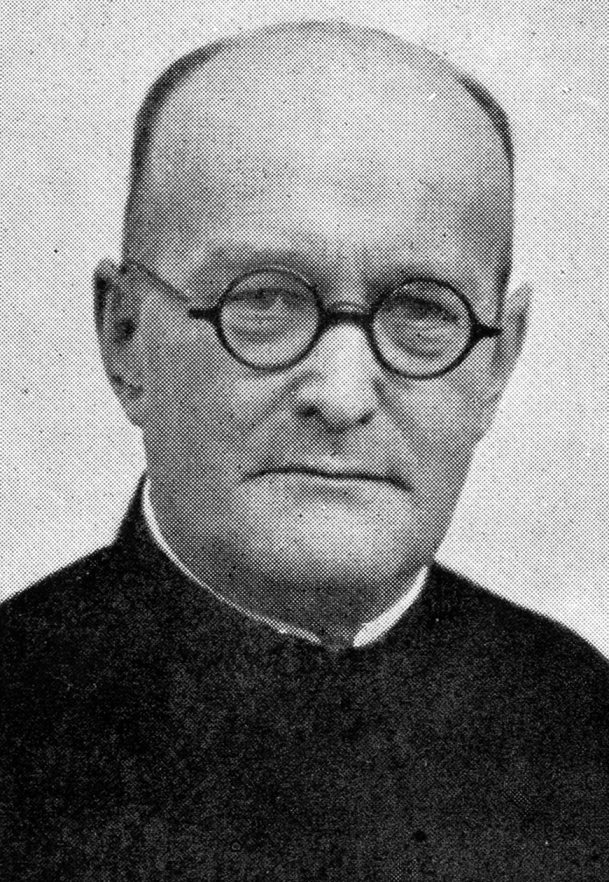
Francesco Alberti

Francesco Alberti (* 23. Mai 1882 in Montevideo; † 16. September 1939 in Bellinzona) war ein Schweizer römisch-katholischer Geistlicher, Journalist und Politiker.

## Leben
Francesco Alberti war das vierte von acht Kindern von Giuliano Alberti, der aus Bedigliora stammte, Zeichner und Dekorateur, und dessen Ehefrau Teofila geb. Ferretti, die nach Uruguay ausgewandert waren und 1883 in die Schweiz zurückkehrten. Seine ältere Schwester Maria Boschetti-Alberti (* 23. Dezember 1879 in Montevideo; † 20. Januar 1951 in Agno) war Lehrerin und mit dem Bahndirektor Pierino Boschetti verheiratet.
Er besuchte die Priesterseminare in Monza sowie in Mailand und erlangte an der Universität Mailand den Dr. phil und 1905 in Rom den Dr. theol.; im gleichen Jahr erhielt er auch seine Priesterweihe. Von 1905 bis 1917 war er Pfarrer in Bioggio; während des Ersten Weltkriegs war er Feldprediger.
Er engagierte sich ab 1913, als christlich-sozialer Gewerkschafter, bei der Gründung der katholischen Tessiner Jugendbewegung und gehörte am 4. Februar 1923 zu den Gründern der Guardia Luigi Rossi, benannt nach Luigi Rossi (1864–1890), der während eines radikalen Aufstandes getötet wurde, einer Jugendorganisation der konservativen Partei.
1919 begann er als Journalist bei der Tageszeitung Popolo e Libertà, einer Publikation der Tessiner Konservativen, deren Leitung er von 1921 bis 1928 und von 1935 bis 1939 übernahm. Die Zeitung wurde von ihm auf eine christlich-demokratische Linie geführt, die alle Formen des Totalitarismus bekämpfte und den Faschismus scharf verurteilte. Den Kampf gegen den Totalitarismus und Faschismus führte er gemeinsam mit dem Priester und Politiker Don Sturzo.
Seit 1933 war er beim Radio Monte Ceneri für die ausgestrahlten Predigten (Predicare sui tetti) zuständig und er betätigte sich auch als Schriftsteller, so befassten sich seine zwei im Malcantone angesiedelten Romane mit den Themen des politischen Kampfes, der Auswanderung, dem Klientelismus und der Kriegsmobilmachung.

## Mitgliedschaften
Er war Präsident des Tessiner Presseverbandes.

## Schriften (Auswahl)
- Il voltamarsina: Romanzo. Istituto Editoriale Ticinese, Bellinzona 1934.
- Francesco Alberti; Gastone Cambin: Diavolo d’una ragazzal Romanzo storico malcantonese. Istituto editoriale ticinese, Bellinzona 1939.